# Julio Augusto Zachrisson
Julio Augusto Zachrisson Acevedo (Ciudad de Panamá, 5 de febrero de 1930-Madrid, 18 de diciembre de 2021), fue un pintor, grabador y escultor panameño afincado en Madrid (España).

## Inicios
Inició su formación artística en la Escuela Nacional de Pintura de Panamá bajo la dirección del pintor Juan Manuel Cedeño Henríquez. En los primeros años de la década de los años 50, después de visitar diferentes países de Centroamérica, se estableció en México donde acudió a la Escuela Nacional de Pintura, Escultura y Grabado "La Esmeralda", entrando en contacto con las estéticas del muralismo mexicano y la impronta de Rufino Tamayo. También fue importante su paso por el Taller de Gráfica Popular fundado por José Guadalupe Posada. En 1960 expuso por primera vez en la Universidad de Panamá y ese mismo año viajó a Europa, trabajando en Italia en los talleres de la Academia Pietro Vannucci de Perugia. Más adelante se trasladaría a Madrid, donde estudió en la Real Academia de Bellas Artes de San Fernando, acercándose al arte del grabado.

## Obra
La obra de Zachrisson recoge la herencia de tres tradiciones artísticas. La primera es la de sus predecesores panameños y la segunda, los referentes culturales de Centroamérica que conoció en su etapa mexicana de los años 50. Ambas muestran su influencia «del indigenismo y las pinturas precolombinas». Finalmente, el universo hispano en Europa, que conoció a través de su estancia en Italia y de su establecimiento en España.
Su obra forma parte de importantes colecciones como las de la Biblioteca Nacional de España, el Museo de Arte Contemporáneo, en Madrid; el Museo de Arte Contemporáneo Latinoamericano de La Plata (MACLA); MoMA y Museo Metropolitano de Arte, ambos en Nueva York;  Museo de Poznan, Polonia, Museo de Arte de Cincinnati, Cincinnati, Museo del Grabado de Goya, Fuendetodos, España, Instituto de Artes Gráficas de Oaxaca, México, así como en colecciones alrededor del mundo (Yugoslavia, Irak, Colombia, Chile, Puerto Rico y Francia).

### Exposición "Un artista entre dos orillas"
En diciembre de 2020 el Museo de Arte Contemporáneo de Madrid en su sede del Cuartel del Conde-Duque acogió la exposición Un artista entre dos orillas. Zachrisson donó a la institución los cincuenta y dos grabados de la exposición, una muestra retrospectiva con obra plástica, gráfica y escultórica de autor, ejemplo de sincretismo, tanto en la técnica como en la temática.

## Fallecimiento
Falleció en Madrid en la madrugada del sábado 18 de diciembre de 2021 a los noventa y un años, nueve días después de la muerte de su esposa Marisé (María José) Torrente Malvido, hija del escritor Gonzalo Torrente Ballester y hermana de Gonzalo Torrente Malvido.